# 1988년 아르메니아 지진
1988년 아르메니아 지진은 1988년 12월 7일 현지 시간 11시 41분에 소련 아르메니아 SSR에서 발생한 매그니튜드 규모 6.8의 지진이다.

## 같이 보기
- 대지진 (2016년 영화)